# پایپر پی‌ای-۱۱ کاب اسپشیال
پایپر پی‌ای-۱۱ کاب اسپشیال (به انگلیسی: Piper PA-11 Cub Special) یک هواگرد از نوع هواگرد سبک ساخت شرکت پایپر ایرکرفت است. هواگرد پایپر پی‌ای-۱۱ نخستین پروازش را در اوت ۱۹۴۶ میلادی انجام داد. این هواگرد در سال ۱۹۴۷ میلادی رسماً معرفی گردید و در سال‌های ۱۹۴۷–۱۹۴۹ تولید شده‌است. در مجموع، تعداد 1,541 فروند از این هواگرد ساخته شده‌است.